# Massimo Lana
Massimo Lana (* 18. Juli 1962) ist ein ehemaliger italienischer Leichtgewichts-Ruderer, der zwischen 1985 und 1993 sieben Weltmeisterschaftsmedaillen gewann, davon sechs Goldmedaillen.

## Sportliche Karriere
Lana gewann bei den Weltmeisterschaften 1985 mit dem italienischen Leichtgewichts-Achter seinen ersten Weltmeistertitel, dem 1986 und 1987 zwei weitere Titel in der gleichen Bootsklasse folgten. Seinen vierten Weltmeistertitel gewann Lana 1988 im Leichtgewichts-Vierer ohne Steuermann. 
1989 wechselte Lana zum Skullrudern, bei den Weltmeisterschaften 1989 belegte er den zehnten Platz im Leichtgewichts-Doppelzweier. Ab 1990 gehörte Lana zum italienischen Leichtgewichts-Doppelvierer, mit dem er 1990 und 1992 zwei weitere Weltmeistertitel gewann, dazwischen lag der fünfte Platz bei den Weltmeisterschaften 1991. Zum Abschluss seiner Karriere gewann der 1,84 m große Lana 1993 Silber mit dem Doppelvierer.